# Ferencvárosi TC (hochei)
Ferencvárosi TC este un club de hochei pe gheață din Budapesta, Ungaria care evolueaza in OB I bajnokság.

## Palmares
- OB I bajnokság:
  - (25) : 1951, 1955, 1956, 1961, 1962, 1964, 1967, 1971, 1972, 1973, 1974, 1975, 1976, 1977, 1978, 1979, 1980, 1984, 1989, 1991, 1992, 1993, 1994, 1995, 1997
- Cupa Ungariei (Hochei):
  - (13) : 1968, 1969, 1973, 1974, 1975, 1976, 1977, 1979, 1980, 1983, 1990, 1991, 1995
- Panonian League:
  - (1) : 2003